# Oliver Shanti
Oliver Shanti, polgári nevén Ulrich Schulz (Hamburg, 1948. november 16. – 2016 március) német származású zenei producer és vallási vezető. Hírnevét az Oliver Shanti & Friends néven kiadott New Age stílusú lemezek alapozták meg; több, mint egymillió albumot adott el.

## Élete
A kiadója által közölt életrajza szerint Ulrich Schulz fiatalkorában bejárta Európát, Észak-Amerikát, Észak-Afrikát; éjszakai bárokban énekelt és különféle munkákat végzett, megismerkedett több zenésszel és zenei irányzattal, az ázsiai dzsungelben hadikórházat alapított és vezetett, végül 1980-ban visszatért hazájába. Itt szektát alapított és körülbelül 200 emberből álló közösséget gyűjtött maga köré, akik Jézusként és Messiásként tisztelték. Kezdetben a Viechtach melletti erdőkben laktak, később egy portugáliai fincára költöztek, Vila Nova de Cerveira közelében. A városnak több alkalommal adományozott pénzt; nagylelkű és rendes embernek ismerték.
2002-ben körözni kezdték, mert vezetői pozíciójával visszaélve 1985–1996 között több szektatársa kiskorú gyermekével létesített szexuális kapcsolatot; ezen felül sikkasztással is megvádolták. 2008-ban elfogták, majd 2009 decemberében 6 év 10 hónap börtönbüntetésre ítélték 76 rendbeli szexuális erőszak vádjával.  Ekkor már rossz egészségi állapotban volt, és rákban is szenvedett. A börtönben hunyt el.

## Zenei munkássága
1985-ben Ulrich Schulz, Veit Wayman, és Margot Reisinger megalapították a Sattva Music lemezkiadót, és Schulz számos albumot adott ki Oliver Shanti & Friends, Oliver Serano-Alve, és Inkarnation művésznevek alatt, több zenésszel együttműködve. Az albumok ötvözik a New Age-et és a világzenét, keleti és amerindián motívumokat felhasználva; egyesekből több százezer darab kelt el, és két száma felkerült a Buddha Bar válogatáslemezekre is.
Vitatott, hogy Schulznak mekkora szerepe volt az albumok elkészítésében. Egy szektatag beszámolója szerint Schulz csak producerként dolgozott, a zeneszámokat nem ő írta és nem ő adta elő. Egy munkatársa megerősítette, hogy Schulz semmilyen hangszeren nem tudott játszani.

### Stúdióalbumok
Inkarnation
- Frieden Shanti Peace (1987)
- Licht Prakash Light (1987)

Oliver Shanti & Friends
- Listening to the Heart (1987)
- Rainbow Way (1988)
- Walking on the Sun (1989)
- Tai Chi (1993)
- Well Balanced (1995)
- Tai Chi Too (1996)
- Seven Times Seven (1998)
- Medicine Power (2000)
- Alhambra (2002)

Oliver Serano-Alve
- Vila Nova Mellow Days (1988)
- Minho Valley Fantasies (1990)
- Vida Para Vida (1992)
- Soft Motion (1993)